# 富山市立上滝中学校
富山市立上滝中学校（とやましりつ かみだきちゅうがっこう）は、富山県富山市にある市立中学校。

## 沿革
- 1947年 - 創立[1]。
- 1957年 - 月岡中学校組合解散に伴い、福沢地区生徒を上滝中学校へ編集（スクールバス通学開始）[2]。
- 1968年 - 危険校舎に指定される[3]。
- 1972年 - 組合立から町立となる[4]。
- 1974年 - 旧立山中学校を統合。これを機に同年8月から木造の旧校舎を解体し、その跡地に新校舎を建設する工事に着手する[3]。
- 1976年1月8日 - 鉄筋コンクリート3階建ての校舎および鉄骨2階建ての体育館が竣工[3]。
- 1977年 - グラウンドに夜間照明施設完成[4]。
- 1981年1月 - 校舎完成（建築面積6,439.7m2）[5]。
- 1991年4月6日 - 富山県立中央農業高等学校と共に、コンポジット高等学校と姉妹校締結[6]。
- 2021年暮れ - 現在の校舎が完成[7]。

## 校区
- 富山市立上滝小学校
- 富山市立大庄小学校
- 富山市立福沢小学校
- 富山市立小見小学校

## 著名人
- 山元豪 : 平昌オリンピック出場
- 村井宗明 : 元衆議院議員

## 周辺
- 富山国際大学
- 殿様林緑地公園
- 常願寺川
- 常西合口用水
- 富山市大山総合グラウンド
- 富山市大山社会体育館

## アクセス
- 富山地方鉄道上滝線 上滝駅から徒歩5分。